# غلامعلی دولتشاهی
غلامعلی دولتشاهی ملقب به مجلل‌الدوله (۱۲۵۶ در کرمانشاه - ) سیاستمدار ایرانی و پدر عصمت دولتشاهی آخرین همسر رضاشاه که در ۲۹ آذر ۱۳۰۴ به ریاست تشریفات داخلی دربار پهلوی تعیین شده بود، در ۱۶ آبان ۱۳۱۱ در ۵۵ سالگی در اثر سکته قلبی درگذشت. 
مجلل الدوله پیشخدمت مخصوص محمدعلی شاه قاجار بود.

## زندگی
غلامعلی دولتشاهی فرزند سلطان ابراهیم میرزای مشکوه‌الدوله بود که در سال ۱۲۵۶ در شهر کرمانشاه به دنیا آمد. مشکوه‌الدوله نوه محمدعلی میرزا دولتشاه بزرگترین پسر فتحعلی شاه بود. برادرش حسنعلی دولتشاهی معروف به معین خلوت بود. غلامعلی دولتشاهی تحصیلات خود را تا حدود سطح در کرمانشاه انجام داد و سپس از طرف دولت برای ادامه تحصیلات به فرانسه اعزام شد. پس از مراجعت به ایران، به عنوان نایب‌الحکومۀ چند شهر مختلف ایران منصوب شد و در چند منطقه هم سمت حاکم به او واگذار شد. غلامعلی دولتشاهی در ۲۵ شعبان ۱۳۲۷(ه.ق) و در زمان محمدعلی‌شاه طی تلگرافی از تهران وی مسئول دفاتر و کلیه محاسبات جشن نصرت ملی در کرمانشاه شد.
رضاخان در سال ۱۳۰۱ با عصمت‌الملوک دولتشاهی دختر غلامعلی دولتشاهی ازدواج نمود. به دنبال این ازدواج غلامعلی دولتشاهی از قاجاریه رویگردان شد و در زمرۀ طرفداران رضاخان درآمد. پس از استقرار رضاخان به تخت سلطنت و تشکیل دربار، غلامعلی دولتشاهی نیز به مجلل‌الدوله ملقب شد و به ریاست تشریفات دربار پهلوی تعیین گردید و در ردیف رؤسای درجه اول دربار در آمد. غلامعلی دولتشاهی نهایتاً در سال ۱۳۱۱ در ۵۵ سالگی به دلیل سکته قلبی درگذشت.

### زندگی شخصی
غلامعلی دولتشاهی از قماربازان معروف بود. به گفتۀ مخبرالسلطنه در همان شبی که وی به دلیل سکته درگذشت، وکیل‌الملک دیبا رئیس حسابداری دربار و دوست نزدیک تیمورتاش مبلغ ۲۵ هزارتومان از او در قمار برده‌بود. رضاشاه پس از اطلاع از ماجرا دستور داد که دیبا مبلغ مزبور را به وراث وی برگرداند و پس از مدت کوتاهی دستور به اخراج دیبا از دربار و زندانی کردن وی داد.